# Kjell Remy
Kjell Remy egentligen Runefjord, född 9 april 1927 i Malmö, är en svensk målare och grafiker.
Han är son till Emil Runefjord och Walborg Gunhild Björk och från 1957 gift med Ulla-Britt Billing. Remy studerade vid Essem-skolan i Malmö 1952–1957 och under studieresor till Jugoslavien, Grekland och Paris. Tillsammans med Uno Svensson ställde han ut på Galerie Colibri i Malmö och tillsammans med fyra andra malmökonstnärer ställde han ut på Galerie Moderne i Malmö. 
Han medverkade i samlingsutställningar arrangerade av Skånes konstförening och Föreningen Graphicas utställning Ung grafik i Lund samt Stockholmssalongen på Liljevalchs konsthall. Hans konst består av spontana kompositioner där han med vertikala och horisontella linjer skapar egenartade bilder med antydan till landskap och figurer. 
Kjell Remy spelade i sin ungdom vattenpolo för Ran, och vann 1951 en tävling i Malmö, och var även med i laget som blev skånska mästare 1954.